# Himalopsyche elegantissima
Himalopsyche elegantissima är en nattsländeart som först beskrevs av Forsslund 1935.  Himalopsyche elegantissima ingår i släktet Himalopsyche och familjen rovnattsländor. Inga underarter finns listade i Catalogue of Life.